# Athylia signatoides
Athylia signatoides är en skalbaggsart som beskrevs av Stefan von Breuning 1960. Athylia signatoides ingår i släktet Athylia och familjen långhorningar. Inga underarter finns listade.